# Station Wilwisheim
Station Wilwisheim is een spoorwegstation in de Franse gemeente Wilwisheim.